# Seno Otway
Pour les articles homonymes, voir Otway.
Le Seno Otway (que l'on peut également trouver sous le nom de mer d'Otway, détroit d'Otway ou encore fjord Otway) est une étendue d'eau qui sépare l'île Riesco (au nord) de la péninsule de Brunswick (au sud), en Patagonie septentrionale, dans la région de Magallanes et de l'Antarctique chilien, au Chili. Elle se trouve à 65 km au nord-ouest de la ville de Punta Arenas. 
Cette étendue d'eau naturelle occupe une vallée bloquée une importante moraine terminale laissée par le recul d'un glacier pendant la dernière ère glaciaire. Bien qu'il soit situé à l'est de la cordillère des Andes, elle est reliée à l'océan Pacifique à travers le détroit de Magellan via un passage étroit, qui coupe à travers les Andes. Seno Otway est également relié avec la mer du Skyring à travers le canal Fitz Roy.

## Faune

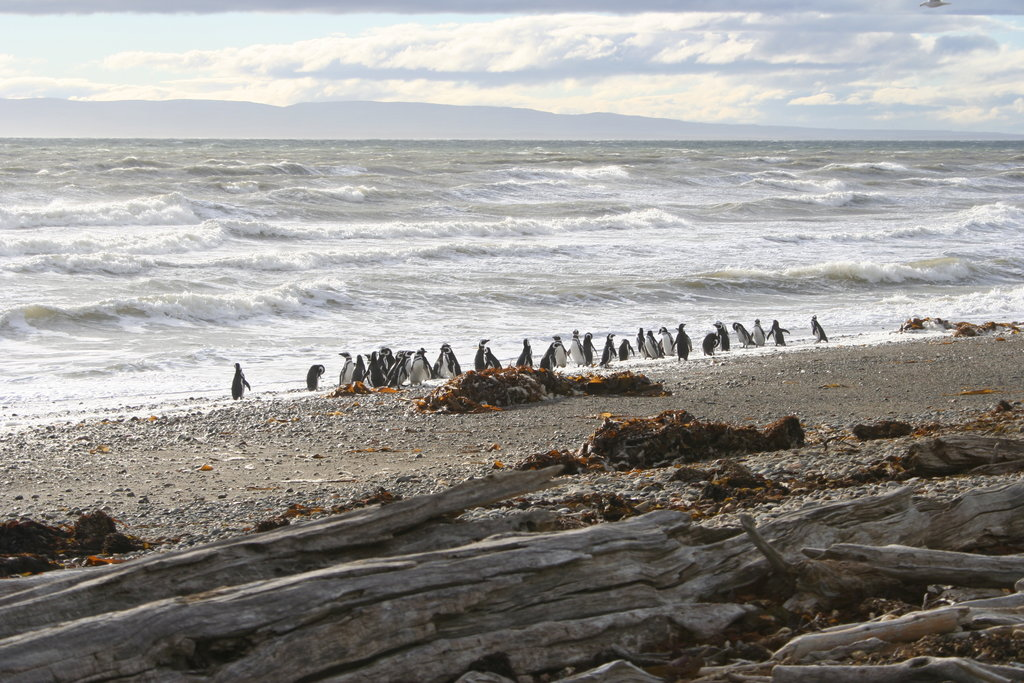
Colonie de manchots de Magellan sur les rives du Seno Otway.

La faune de la mer d'Otway est dominée par la colonie de 60 000 manchots de Magellan qui peuplent la zone. Il est possible d'observer cette espèce dans son habitat naturel avant qu'elle ne migre quatre mois après le début de l'incubation des œufs.

## Climat
Le climat de la zone est un climat tempéré froid et très pluvieux (absence de « saison sèche »), avec la présence de microclimats. La température annuelle médiane est de 8 °C, mais elles peuvent varier de 10 à 18 °C en été. Les précipitations médianes annuelles atteignent les 450 mm.

### Sources et bibliographie
- (en) United States Geological Survey, P 1386-I Chile and Argentina - Wet Andes : Past Glaciation, 2008 (lire en ligne)